# James Grant (tidningsman)
James Grant, född 1802 i Elgin, Moray, död den 23 maj 1879 i London, var en brittisk tidningsman.
Åren 1850-1871 var Grant utgivare av Londontidningen Morning Advertiser och var därjämte en flitig medarbetare i Metropolitan Magazine. 